# Erik Pekkari
Erik Pekkari, född 1966 i Piteå, är en svensk dragspelare. Han har samarbetat med musiker som Pelle Björnlert och Bengt Löfberg. År 2012 tilldelades han Zornmärket i guld.

## Biografi
Pekkari började spela dragspel i sjuårsåldern vid Framnäs musikhögskola. I tonåren flyttade han till Småland där han upptäckte folkmusiken.
Hans debutalbum Högtryck utkom 1992. År 1994 medverkade han på Britt-Marie Perssons studioalbum Personligt tillsammans med Birgitta Lundin. Pekkari har även samarbetat med folkmusikerna Pelle Björnlert och Bengt Löfberg, tillsammans med vilka han utgav skivan Mikaelidansen (2000) och Gubbstöt (2004). Den sistnämnda inkluderade även Löfbergs son, Anders Löfberg. År 2012 utkom livealbumet Live Concert in Paris, inspelat i Paris 2011 tillsammans med Johan Hedin och Björnlert.
Sin musikaliska inspiration har Pekkari hämtat från bland andra Carl Jularbo samt yngre generationer av folkmusiker.
Erik Pekkari bor med sin familj utanför Linköping.

## Diskografi
- 1992 – Högtryck
- 1994 – Personligt
- 2000 – Mikaelidansen
- 2004 – Gubbstöt
- 2012 – Live Concert in Paris

### Medverkande
- 2019 – D'amore (Pelle Björnlert)

## Priser och utmärkelser
- 2012 – Zornmärket i guld